# سیارک ۶۱۵۰
سیارک ۶۱۵۰ (به انگلیسی: 6150 Neukum، نامگذاری:1980FR1) شش هزار و صد و پنجاهمین سیارک کشف شده‌است که در ۱۶ مارس ۱۹۸۰ کشف شد.
قدر مطلق سیارک برابر ۱۲٫۲۰ است.